# Richard Haking
Richard Cyril Byrne Haking (ur. 24 stycznia 1862 w Halifaksie, zm. 9 czerwca 1945 w Old Mill Cottage) – brytyjski generał z okresu I wojny światowej, dowódca sił Mocarstw Sprzymierzonych w Gdańsku i na terytorium plebiscytowym w Prusach Wschodnich w 1920, Wysokim Komisarzem Ligi Narodów w Wolnym Mieście Gdańsku w latach 1921–1923. Odznaczony orderami: Imperium Brytyjskiego, Łaźni, św. Michała i św. Jerzego.

## Życiorys
Urodził się prawdopodobnie w Halifaksie jako syn duchownego. W 1881 został wcielony do Royal Hampshire Regiment. Przed 1914 wykładał w szkole sztabu generalnego (Staff College). W sierpniu 1914 powierzono mu dowództwo 5. brygady w składzie Brytyjskiego Korpusu Ekspedycyjnego (BEF) i wysłano na front zachodni pod rozkazami głównodowodzącego Sir Johna Frencha. 14 września został ranny w głowę, co wymagało trzech miesięcy rekonwalescencji.
Po powrocie do służby otrzymał w grudniu 1914 dowództwo 1. dywizji piechoty, a we wrześniu 1915 został dowódcą XI korpusu. Szybki awans w tym czasie zawdzięczał prawdopodobnie patronatowi Douglasa Haiga. Późniejsze starania Haiga, by powierzyć Hakingowi komendę nad armią, nie przyniosły już rezultatu i do końca wojny pozostawał on na stanowisku dowódcy korpusu.
Był wyznawcą przedwojennego poglądu, że najważniejszym czynnikiem pozwalającym wygrać bitwę jest charakter i postawa biorących w niej udział żołnierzy. Wydał książkę Company Training, która popierała tę tezę i dowodziła, że nacierający mają przewagę nad obrońcami. Książka miała co najmniej jedno wznowienie podczas pierwszej fazy wojny.
Uznawano go za dowódcę dążącego do walk na wyniszczenie, co służący pod jego rozkazami odczuwali jako bezcelowe i oburzające, dlatego jeszcze w trakcie działań wojennych uzyskał reputację "rzeźnika". Podobną etykietkę przypisano też innym generałom biorącym udział w I wojnie światowej, jednak zasadniczo dopiero po zakończeniu wojny. Do takiej opinii o Hakingu przyczyniła się zwłaszcza druga bitwa pod Fromelles, stoczona w trakcie bitwy nad Sommą rozgrywanej 80 km dalej na południe. W tej bitwie wysłał dwie dywizje (61. brytyjską i 5. australijską) do natarcia, które miało niezbyt określony cel taktyczny i zakończyło się fiaskiem, kosztowało zaś 7000 ofiar. Australian War Memorial określił bitwę pod Fromelles jako "najgorsze 24 godziny w całej historii Australii." Sposób przeprowadzenia natarcia krytykowany był m.in. przez dowodzącego australijską 15. brygadą gen. Harolda 'Pompey' Elliotta, który w swoich dwóch batalionach utracił 80% stanu (zabitych, rannych i wziętych do niewoli). Haking w reakcji na porażkę skrytykował 61. dywizję za to, że "nie miała dość ofensywnego ducha, by iść jak jeden mąż w wyznaczonym czasie" i podsumował rezultaty słowami: "Myślę, że atak, choć się nie powiódł, dobrze zrobił obu dywizjom...". Podobne rezultaty miała pierwsza bitwa pod Fromelles (bitwa o Aubers Ridge) w maju 1915, w której Haking dowodził brytyjską 1. dywizją tracąc 11600 żołnierzy, czy drugi dzień bitwy pod Loos we wrześniu 1915, gdzie stracił 8.000 żołnierzy.
Charakter działań wojennych w I wojnie światowej dla wszystkich uczestniczących w nich dowódców był trudny do zrozumienia w świetle ich wcześniejszych doświadczeń, większość wykazała jednak pewną zdolność adaptacji do nowego sposobu prowadzenia wojny. Haking co najmniej do 1916 nie przejawiał takiej umiejętności i najwyraźniej nie rozumiał bitew, w których dowodził. Podczas bitwy o Aubers Ridge domagał się kolejnych ataków, mimo ewidentnego fiaska pierwszego natarcia. W czasie ataku dwóch dywizji rezerwowych pod Loos, XI korpus nie zapewnił pokrycia ogniem artyleryjskim. Raporty Hakinga z bitwy pod Fromelles stwierdzały "Przygotowanie artyleryjskie było odpowiednie. Była wystarczająca ilość dział i amunicji. Drut został prawidłowo przecięty i nacierające bataliony miały otwartą drogę do nieprzyjacielskich okopów... Z dwoma wyszkolonymi dywizjami, pozycja powinna być wzięta po bombardowaniu artyleryjskim...". Tymczasem większość strat spowodowana była ogniem karabinów maszynowych ze stanowisk, które przetrwały ostrzał artylerii.
W listopadzie 1917 XI korpus odesłano do wzmocnienia frontu włoskiego po katastrofalnej bitwie pod Caporetto, ale w marcu 1918 powrócił on na front zachodni i został rozlokowany w Béthune, gdzie niemal natychmiast musiał stawiać czoła niemieckiej ofensywie wiosennej. Mimo iż niektóre związki korpusu zostały zniszczone, udało mu się obronić porty nad kanałem La Manche.
Po wojnie na przełomie 1918 i 1919 Haking uczestniczył w brytyjskiej sekcji komisji rozjemczej (Armistice Commission). W 1919 dowodził brytyjską misją wojskową w Rosji i prowincjach bałtyckich. W 1920 był dowódcą sił Mocarstw Sprzymierzonych w Gdańsku i na terytorium plebiscytowym w Prusach Wschodnich. Po utworzeniu Wolnego Miasta Gdańska mianowany pierwszym stałym Wysockim Komisarzem Ligi Narodów na tym terytorium, objął urząd 24 stycznia 1921 i sprawował go do 3 lutego 1923. Po wyjeździe z Gdańska był w latach 1923-1927 głównodowodzącym Brytyjskich Sił Wojskowych w Egipcie. W 1927 przeszedł w stan spoczynku.